# Библейски ръкопис
Библейски ръкопис е всеки ръкописен препис на част от текста на Библията. Думата Библия произлиза от гръцкото  библия (книги), ръкопис или понякога като манускрипт идва от латински ману (ръка) и скриптум (писмен) . Оригиналният ръкопис (оригиналният пергамент, който авторът пише физически е т.нар. „автографа“). Библейските ръкописи варират по размер от малки свитъци, съдържащи отделните стихове на еврейските писания (виж Тфилин) до огромни полиглотни кондики (кодекси) – многоезични книги, съдържащи както на еврейската Библия (Танах), така и Новия завет, както и екстраканонични творби.